# امبر نیلسون
امبر نیلسون (انگلیسی: Amber Neilson؛ زادهٔ ۱۴ دسامبر ۱۹۸۴) بازیکن فوتبال اهل استرالیا است.

وی همچنین در تیم‌های ملی فوتبال Australia women's national under-20 soccer team و زنان استرالیا بازی کرده‌است.